# Vincent Baestaens
Vincent Baestaens (Bonheiden, Bélgica, 18 de junio de 1989) es un ciclista belga que compite en ciclocrós.

## Palmarés
2011
- Ciclocross de Villarcayo

2017
- Cyclo-cross de Karrantza

2018
- Trofeo Joan Soler de Ciclocross
- Ciclocross de Elorrio

## Equipos
- Landbouwkrediet/Crelan (2011-2013)
  - Landbouwkrediet (2011)
  - Landbouwkrediet-Euphony (2012)
  - Crelan-Euphony (2013)
- BKCP-Powerplus (2014-2016)
- Telenet-Fidea Lions (2017)